# Viqueque (tỉnh)
Viqueque (tiếng Tetum: Vikeke) là một Tỉnh lớn nhất của Đông Timor. Quận có dân số là 66.434 (thống kê 2004) và diện tích 1.781 km². Thủ phủ của quận cũng có tên là Viqueque. Các xã là Lacluta, Ossu, Uato-Lari (được biết đến trong thời Timor thuộc Bồ Đào Nha là Leça, và trong tiếng Tetum, viết là Watulari), Uato Carabau (viết là Watucarbau trong tiếng Tetum) và Viqueque. Viqueque nằm trên bờ biển phái nam của Timor, trên biển Timor. Quận có ranh giới với Baucau ở phía bắc, Lautém ở phía đông, và Manatuto ở phái tây.
Viqueque là nơi khởi nguồn của Tetum, một trong hai ngôn ngữ chính thức của Đông Timor cùng với tiếng Bồ Đào Nha. Phần phái đông của quận có một số người nói tiếng Makasae thuộc Ngữ hệ Papua.
|  |  |